# Council of Economic Advisers
Pour les articles homonymes, voir CEA.
Le Council of Economic Advisers (CEA, littéralement « Conseil des conseillers économiques ») est un groupe de trois économistes réputés chargés de conseiller le président des États-Unis en matière de politique économique. Il fait partie du Bureau exécutif du président et a la charge de la plupart des décisions économiques de la Maison-Blanche. Chaque année, le CEA publie le Rapport économique du président (Economic Report of the President) qui présente l'activité économique de l'année précédente, et met en avant des objectifs pour l'année en cours. Le CEA est également responsable des prévisions de croissance de l'économie américaine.
Ses membres sont très réputés, et le conseil est souvent présidé par de grandes figures de l'économie mondiale, par exemple Ben Bernanke entre 2005 et 2006, avant qu'il ne prenne la présidence de la Fed ou Joseph Stiglitz, « prix Nobel » d'économie en 2001.

## Organisation
Le conseil est composé de trois membres dont un président (chairman). Ils sont assistés par 20 économistes universitaires plus trois économistes statisticiens permanents. Les trois membres du conseil sont nommés par le Président des États-Unis et confirmés par le Sénat américain. Sous l'administration Obama, le président du Conseil a rang au Cabinet
L'actuel président en fonction est Stephen Miran.

## Liste des précédents présidents
| Chairman                           | Début mandat           | Fin mandat        | Sous la présidence |
| ---------------------------------- | ---------------------- | ----------------- | ------------------ |
| Edwin G. Nourse                    | 9 août 1946            | 1er novembre 1949 | Harry Truman       |
| Leon Keyserling Intérim: 1949–1950 | 2 novembre 1949        | 20 janvier 1953   | Harry Truman       |
| Arthur F. Burns                    | 19 mars 1953           | 1er décembre 1956 | Dwight Eisenhower  |
| Raymond J. Saulnier                | 3 décembre 1956        | 20 janvier 1961   | Dwight Eisenhower  |
| Walter Heller                      | 29 janvier 1961        | 15 novembre 1964  | John F. Kennedy    |
| Walter Heller                      | 29 janvier 1961        | 15 novembre 1964  | Lyndon Johnson     |
| Gardner Ackley                     | 16 novembre 1964       | 15 février 1968   |                    |
| Arthur M. Okun                     | 15 février 1968        | 20 janvier 1969   |                    |
| Paul W. McCracken                  | 4 février 1969         | 31 décembre 1971  | Richard Nixon      |
| Herbert Stein                      | 1er janvier 1972       | 31 août 1974      | Richard Nixon      |
| Herbert Stein                      | 1er janvier 1972       | 31 août 1974      | Gerald Ford        |
| Alan Greenspan                     | 4 septembre 1974       | 20 janvier 1977   |                    |
| Charles Schultze                   | 22 janvier 1977        | 20 janvier 1981   | Jimmy Carter       |
| Murray Weidenbaum                  | 27 février 1981        | 25 août 1982      | Ronald Reagan      |
| Martin Feldstein                   | 14 octobre 1982        | 10 juillet 1984   | Ronald Reagan      |
| Beryl W. Sprinkel                  | 18 avril 1985          | 20 janvier 1989   | Ronald Reagan      |
| Michael J. Boskin                  | 2 février 1989         | 20 janvier 1993   | George H. W. Bush  |
| Laura Tyson                        | 5 février 1993         | 21 février 1995   | Bill Clinton       |
| Joseph Stiglitz                    | 28 juin 1995           | 13 février 1997   | Bill Clinton       |
| Janet Yellen                       | 18 février 1997        | 3 août 1999       | Bill Clinton       |
| Martin N. Baily                    | 12 août 1999           | 20 janvier 2001   | Bill Clinton       |
| Glenn Hubbard                      | 11 mai 2001            | 28 février 2003   | George W. Bush     |
| Gregory Mankiw                     | 29 mai 2003            | 18 février 2005   | George W. Bush     |
| Harvey S. Rosen                    | 23 février 2005        | 10 juin 2005      | George W. Bush     |
| Ben Bernanke                       | 21 juin 2005           | 31 janvier 2006   | George W. Bush     |
| Edward Lazear                      | 27 février 2006        | 20 janvier 2009   | George W. Bush     |
| Christina Romer                    | 28 janvier 2009        | 3 septembre 2010  | Barack Obama       |
| Austan Goolsbee                    | 10 septembre 2010      | 5 août 2011       | Barack Obama       |
| Alan Krueger                       | 7 novembre 2011        | 2 août 2013       | Barack Obama       |
| Jason Furman                       | 2 août 2013            | 20 janvier 2017   | Barack Obama       |
| Kevin Hassett                      | 13 septembre 2017      | 28 juin 2019      | Donald Trump       |
| Tomas J. Philipson Intérim         | 28 juin 2019           | 24 juin 2020      | Donald Trump       |
| Tyler Goodspeed Intérim            | 24 juin 2020           | 21 janvier 2021   | Donald Trump       |
| Cecilia Rouse                      | 3 mars 2021            | 31 mars 2023      | Joe Biden          |
| Jared Bernstein                    | 10 juillet 2023        | 20 janvier 2025   | Joe Biden          |
| Stephen Miran                      | Depuis le 13 mars 2025 |                   | Donald Trump       |

## Anciens membres éminents
- William Nordhaus (1977-1979)
- Hendrik S. Houthakker (1969-1971)
- Otto Eckstein (1964-1966)
- James Tobin (1961-1962)
- John D. Clark (1946-1953)